# Nyctimystes daymani
Nyctimystes daymani es una especie de rana de la familia Pelodryadidae del suroeste de Papúa Nueva Guinea. Vive en humedales lejos del océano. Solo se ha observado en la montaña Dayman, en la provincia de Milne Bay, y en Mafulu.  Fue encontrada a unos 700 metros sobre el nivel del mar.
El macho mide unos 3.8 cm de largo. Cuando está conservada es marrón con diseños marrones más oscuros en el dorso y las patas. Tiene diseños de venas en sus párpados inferiores.